# Книга узлов Эшли
Кни́га узло́в Э́шли (англ. The Ashley Book of Knots, акрон. ABoK) — фундаментальный труд по вывязыванию узлов различного назначения. Первое издание книги вышло в 1944 году. Остаётся одной из самых полных и популярных книг об узлах. С 1944 по 1993 годы только в США и Великобритании была переиздана 12 раз. Написана американским художником, писателем и моряком Клиффордом Эшли, работавшим над книгой более 11 лет.
В «Книге узлов Эшли» более 630 страниц. Она содержит более 7000 рисунков и 3854 записи о более, чем 3800 узлах, а также сплеснях, огонах, кнопах, мусингах, бензелях, схватках, марках общим числом свыше 2000. Описаны рисунки каждого из узлов, кто использует их, кто их придумал и как их завязывать. Помимо этого, в своей книге Клиффорд Эшли опубликовал 2 изобретённых им узла — Oysterman’s Stopper и Constrictor Knot.
Благодаря почти полному описанию существующих узлов, при описании узлов в других изданиях часто используют систему ссылок Эшли. Например, ссылка на ABоK #1010 — уникальна для узла булинь.
В 1993 году Джефри Будвортом была переиздана «Книга узлов Эшли», в которой были устранены ошибки и добавлен узел под номером 1425a (узел Хантера).

...В начале XIX века на корабле едва ли можно было найти больше 1—2 моряков, умеющих читать и писать. Для мальчиков было самым обычным делом ходить в море ещё до достижения 10-летнего возраста и юнги 7—8 лет не были редкостью. И даже на берегу в те времена, в низшем классе, из которого набирались моряки, образование считали чем-то лишним. Однако в условиях морской изоляции неумение моряка читать и писать сильно усложняло жизнь. Чтобы хоть чем-то себя занять во время простоев моряки брали единственный материал, которого на корабле было в избытке, — разные обрезанные верёвки и канаты, и плели из них узлы.
Оригинальный текст (англ.)At the beginning of the nineteenth century it was unusual to find in the forecastle of a sailing ship more than one or two sailors who could read and write. It was a common thing for boys to go to sea before they were ten years old, and cabin boys of seven and eight years' age were not unusual. Even ashore, at that time, education was considered unnecessary in the classes from which seamen were recruited. But the isolation of the sea was such that the sailor's inability to read and write was an almost intolerable hardship. In order to keep his mind occupied when off duty, it was necessary for him to busy his hands. Fortunately there was, aboard ship, one material what could be used for that purpose. There was generally plenty of condemned rope with which to tie knots.
— Клиффорд Эшли, «Книга узлов Эшли», стр. 2

## Содержание
Глава 1: Про узлы (On knots).
Глава 2: Профессиональные узлы (Occupational knots).
Глава 3: Утолщающие трос узлы. Однопрядные стопорные или концевые узлы (Knob knots. Single-strand stopper or terminal knots).
Глава 4: Утолщающие трос узлы. Однопрядные узлы на тесьме (Knob knots. Single-strand lanyard knots).
Глава 5: Утолщающие трос узлы. Однопрядные кноп-узлы (Knob knots. Single-strand button knots).
Глава 6: Утолщающие трос узлы. Многопрядные или концевые узлы (Knob knots. Multi-strand or terminal knots).
Глава 7: Утолщающие трос узлы. Многопрядные узлы на тесьме (Knob knots. Multi-strand lanyard knots).
Глава 8: Утолщающие трос узлы. Двухпрядные узлы на тесьме (Knob knots. Two-strand lanyard knots).
Глава 9: Утолщающие трос узлы. Многопрядные кнопы, завязанные на руке (Knob knots. Multi-strand buttons, tied in hand).
Глава 10: Утолщающие трос узлы. Многопрядные кнопы, завязанные на столе (Knob knots. Multi-strand buttons, tied on the table).
Глава 11: Однопетлевые узлы (Single-Loop knots).
Глава 12: Двух- и многопетлевые узлы (Double- and Multiple-Loop knots).
Глава 13: Удавка (The Noose).
Глава 14: Узлы, завязанные на середине верёвки (Knots tied in the bight).
Глава 15: Выбленочный узел и другие перекрещивающиеся узлы (Clove Hitch and other crossing knots).
Глава 16: Связывающие узлы-банты (Binding knots).
Глава 17: Турецкая голова (The Turk’s Head).
Глава 18: Соединяющие концы двух тросов узлы (Bends).
Глава 19: Мусинги (многопрядные соединяющие узлы) (Shroud knots (Multi-strand bends)).
Глава 20: Узлы для закрепления (Belaying and making fast).
Глава 21: Штыки к релингу (перпендикулярная тяга по отношению к опоре) (Hitches to spar and rail (right angle pull)).
Глава 22: Штыки к мачтам, такелажу и канату (параллельная тяга вдоль опоры) (Hitches to masts, rigging and cable (lengthwise pull)).
Глава 23: Штыки к колу, столбу, па́лу, швартовной тумбе (Hitches to stake and post, pile and bollard).
Глава 24: Штыки к рыму (Ring hitches).
Глава 25: Гаки, огоны, блоки (Hooks, beckets and toggles).
Глава 26: Разнообразный крепёж (Miscellaneous holdfasts).
Глава 27: Узлы под конкретную ситуацию (Occasional knots).
Глава 28: Стропы (Lashings and slings).
Глава 29: Обезьяний кулак и о других похожих узлах (The monkey’s fist and other knot coverings).
Глава 30: Плоские или двухмерные узлы (Flat or two-dimensional knots).
Глава 31: Декоративные узлы (Fancy knots).
Глава 32: Макраме́ (Square knotting).
Глава 33: Узлы для фокусов (Tricks and Puzzles).
Глава 34: Длинные и короткие сплесни (Long and short splices).
Глава 35: Огоны (многопрядные петли) (Eye splices (Multi-Strand Loops)).
Глава 36: Сплесни (Odd splices).
Глава 37: Темляки цепочкой (Chain and crown sinnets).
Глава 38: Плетёные темляки (косицы) (Plat sinnets).
Глава 39: Сложные (трёхмерные) темляки (Solid sinnets).
Глава 40: Практические такелажные работы (Practical marlingspike seamanship).
Глава 41: Декоративные такелажные работы (Decorative marlingspike seamanship (applied knots)).